# Sítio do Padre Inácio (Cotia)

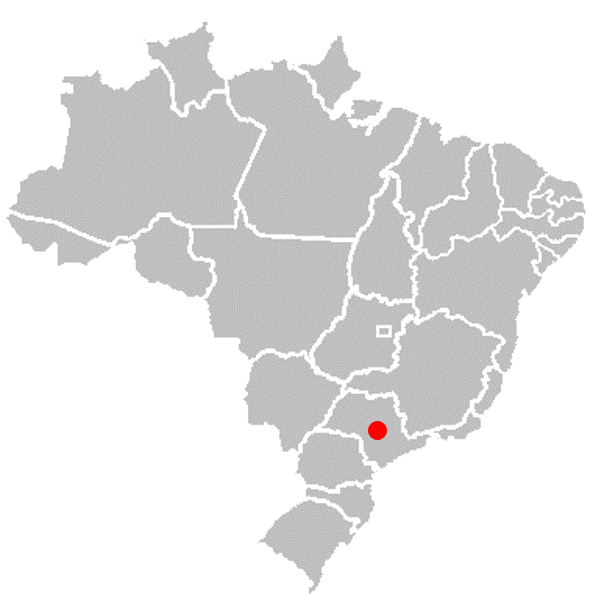
Localização

O sítio do Padre Inácio Ignácio é uma importante edificação residencial no estilo da morada paulista durante o período do Brasil colonial, característico do ciclo bandeirista-jesuítico. A edificação é tombada pelo Instituto do Patrimônio Histórico e Artístico Nacional - Iphan, e localiza-se na Estrada do Padre Inácio, bairro Morro Grande, na cidade de Cotia, no estado de São Paulo, Brasil. O lugar servia como suporte para os bandeirantes que partiam para o interior em busca de, dentre outros materiais, pedras e metais preciosos além de escravos indígenas. Hoje o complexo é aberto para visitações, podendo o visitante desfrutar das vivências que o local proporciona.

## História

### Antecedentes
Anna de Barros Leme era a proprietária da casa-grande construída cerca de um século antes por seu avô, o Sargento-mór Roque Soares Medella. Possuía poucos escravos; mesmo assim conseguia colher bastante milho e feijão que, em parte, vendia. Os arquivos da população local mostram entre os agregados da fazenda, o seu primo Ignácio Francisco do Amaral que, viúvo, residia no local desde 1798. Ignácio torna-se padre em 1810, aos cinquenta e sete anos de idade. Após a morte de Ana e Padre Inácio a sede do Sítio é finalmente vendida para imigrantes da Alemanha, no entanto, a casa grande permaneceu na memória popular associada à figura do antigo dono. 

### Contextos gerais
O local foi tombado pelo Instituto do Patrimônio Histórico e Artístico Nacional – Iphan, em 8 de Outubro de 1951, e pelo Conselho do Patrimônio Histórico, Artístico, Arqueológico e Turístico do Estado de São Paulo – Condephaat, em 23 de Setembro de 1974, por representar um marco importante do ciclo bandeirista.
Os bandeirantes paulistas, financiados por fazendeiros, grandes comerciantes além do próprio governo, desbravavam o território em busca de riquezas dentre elas minerais, escravos, e novas terras com destaque as vilas mineradoras de Minas Gerais, durante os séculos XVI e XVIII. Dentre outros aspectos, as casas da época serviam de apoio para as expedições.

## Arquitetura

### Influência estética e cultural
A casa grande do Sítio é, uma edificação rural que consta do início do século XVIII, marcadamente significativa pela composição representativa do período colonial como consta em seu livro LUÍS SAIA, 1972, Morada Paulista. O conjunto original era conformado pela sede – edificação principal – e outras edificações de apoio de porte mais singelo, destinado a atividades complementares tais quais serviam de abrigo para animais e escravos. No entanto, hoje pouco sobra dessas edificações a não ser as mós de pedra do antigo moinho encobertas pelo gramado em frente à casa.

### Casa sede

#### Implantação

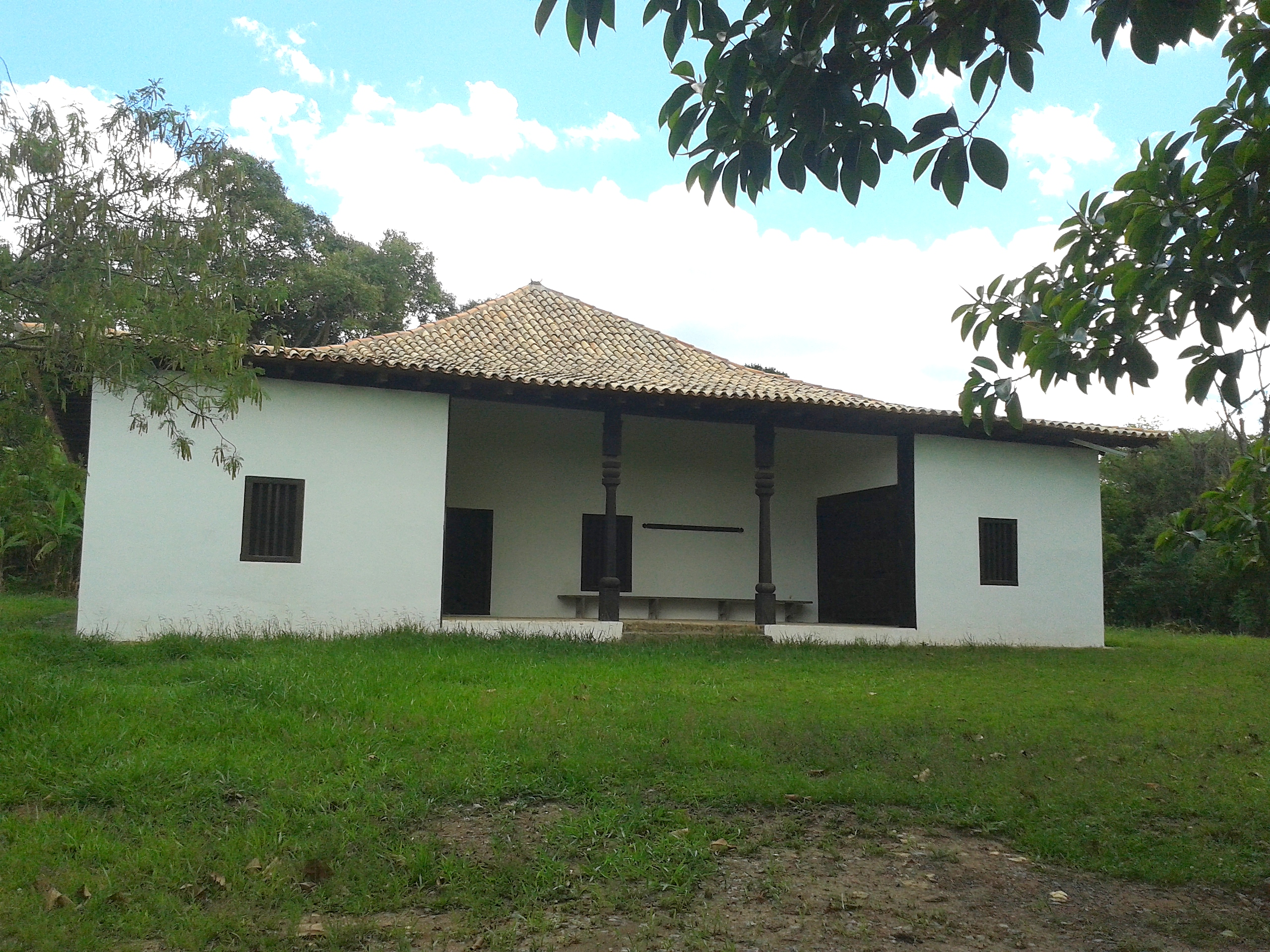
Implantação da casa sede

Situada sobre uma constante comum a outros exemplares do período, a casa sede do sítio apresenta sua estrutura de taipa de pilão de origem árabe, dente outras causas devido a disponibilidade de barro na região. Está implantada a meia altura no terreno, desse modo, a casa se encontra em local plano, de maneira a permitir o escoamento ideal das chuvas protegendo a estrutura da casa que se encontra constituída de valas abertas diretamente no solo sem uma base de pedra comum a época em construções dessa tipologia. 
Marcada pela tradição bandeirista a casa apresenta configuração retangular, com aberturas modestas no qual confere segurança à residência, tornando seu interior pouco iluminado.

#### Programa de Necessidades e ambientes
Como programa de necessidades, são considerados os hábitos de seus moradores, especialmente o convívio com estranhos aspecto considerado a época, a intimidade da família para com a cadeia de trabalho doméstico como o preparo de alimentos. Nesse sentido, destacam-se a forma de projetar de modo a preservar a intimidade e proporcionar condições de trabalho. 
A residência apresenta a seguinte progressividade entre os ambientes: Alpendre, dormitório dos hóspedes, capela, grande sala, dormitórios, escada e depósito. No andar superior as informações constam entre depósito de alimentos e ambiente provisório para escravos. 
A fachada principal da casa sede é conformada pela capela, quarto de hóspedes, único cômodo com acesso independente dos demais ambientes da edificação e o alpendre todos três no primeiro plano, ambientes estes de caráter introdutório e social, tinham como destinação as atividades técnicas e religiosas, onde o patriarca recebia visitas e realizava suas reuniões, além de local acessível para visibilidade dos eventos ocorridos na capela. A partir do alpendre se tem acesso a grande sala de acesso restrito aos convidados e a todos os dormitórios distribuídos ao redor da mesma sem a presença de corredores. A escada de acesso ao sótão localizava-se ao fundo permitindo o acesso ao pavimento superior, que contava com presença de aberturas.
A cozinha era caracterizada como ambiente externo a edificação devido ao modo de certa maneira ainda rudimentar de preparo das refeições, que inviabilizavam seu preparo completo no interior da casa sede. Outro ambiente encontrado externo a edificação principal era o banheiro devido à falta de um sistema eficaz de água encanada e esgoto domiciliar.

#### Mobiliário
A residência possuía mobiliário reduzido e flexível contando com pequenos armários, redes, esteiras, mesas e o catre – cama de madeira e colchão - além do cabideiro e bancadas do alpendre.

#### Aspectos Construtivos
A casa grande apresenta suas paredes caiadas, com alpendre ornamentado, sendo uma forma de ostentação social durante o período colonial, e chão de terra batida a depender do período, característica comum a época, salvo alguns exemplares que apresentavam dormitórios assoalhados.
A edificação conta ainda com outros aspectos construtivos de importante relevância como a cobertura em quatro águas com telhas de barro no modo capa/canal, estrutura de madeiramento demasiadamente elaborada para cada edificação, apoiadas nas paredes densas de taipa que ladeiam a sala central, com beiral prolongo fornecendo proteção às paredes das fachadas por sustentação dada por meio dos elemento estrutural denominado cachorro, estes com destaque a sua ornamentação. As colunatas são esculpidas e o alpendre como já citado apresenta pranchões decorados com os mesmo motivos das almofadas das portas e janelas. Durante o período colonial, o grau de destaque da família era refletido número e dimensões de balaústres. 

#### Acabamentos e materiais
Por fim, alguns detalhes construtivos eram também evidenciados nas construções bandeiristas como as esquadrias das janelas e forros do pavimento térreo em madeira, claramente marcada pela disponibilidade de matéria prima e dificuldade para implementação do vidro nessas edificações. O Sítio do Padre Inácio é servido, aos fundos do terreno, por duas minas d’água que, ao mesmo tempo em que abasteciam a casa, auxiliava as irrigações para as plantações feitas no local.